# アレハンドロ・マンクーソ
アレハンドロ・ビクトル・マンクーソ（Alejandro Víctor Mancuso, 1968年9月4日 - ）は、アルゼンチンのブエノスアイレス出身の元同国代表サッカー選手、サッカー指導者。ポジションはミッドフィールダー。

## 経歴
アルゼンチン国内でプレーしていた間は、フェロカリル・オエステ、CAベレス・サルスフィエルド、ボカ・ジュニアーズ、CAインデペンディエンテとチームを渡り歩き、国外ではブラジル、スペイン、ウルグアイなどの国でプレーした。CRフラメンゴに所属していた1996年にはリオデジャネイロ州選手権にも出場した。
また、アルゼンチン代表にも選ばれ、1993年のコパ・アメリカや1994年のアメリカワールドカップでもプレーした。
ディエゴ・マラドーナの親友としても知られ、2008年11月からはマラドーナが監督を務めるアルゼンチン代表のコーチとして指導にあたった。

## 代表歴

### 出場大会
- 1992年 - 1994年 アルゼンチン代表
  - 1993年 - コパ・アメリカ (優勝)
  - 1994年 - アメリカワールドカップ

### 試合数
- 国際Aマッチ 10試合 1得点（1992年-1994年）[1]

| アルゼンチン代表 | 国際Aマッチ | 国際Aマッチ |
| 年               | 出場        | 得点        |
| ---------------- | ----------- | ----------- |
| 1992             | 1           | 0           |
| 1993             | 4           | 1           |
| 1994             | 5           | 0           |
| 通算             | 10          | 1           |